# 三条西公条
三条西 公条（さんじょうにし きんえだ）は、戦国時代の公卿・歌人・和学者。内大臣・三条西実隆の次男。官位は正二位・右大臣。称名院と号する。

## 経歴
兄・公順が出家したために次男ながら家督を継ぎ、2歳で叙爵して侍従に任じられる。明応6年（1497年）12月に元服・加冠した後、永正2年（1505年）5月蔵人頭、永正4年（1507年）4月参議、永正8年（1511年）10月権中納言を歴任し、大宰権帥や神宮伝奏を経て、永正18年（1521年）4月権大納言に昇進した。
大永6年（1526年）1月正二位に叙され、天文10年（1541年）1月内大臣、さらに天文11年（1542年）閏3月右大臣に任じられるが、天文12年（1543年）7月57歳で致仕、天文13年（1544年）2月京都二尊院で出家、法名を仍覚という。永禄6年（1563年）12月2日に薨去。享年77。二尊院に葬られた。
父・実隆から『源氏物語』の奥義を継承し、『明星抄』などの注釈を表した他、享禄元年（1528年）から翌年にかけて後奈良天皇に『古今和歌集』を進講するなど、当代一流の文化人として重用された。著書には、古典の注釈書『伊勢物語抄』『百人一首抄』、紀行文に『高野山参詣記』『吉野詣記』『三塔巡礼記』など、他撰の家集としては『称名院』がある。
稲葉良通に専門的な薬方の相伝を行なっている(『稲葉一鉄良通薬処方口伝書』)｡

## 系譜
- 父：三条西実隆（1455-1537）
- 母：勧修寺教秀三女
- 妻：甘露寺元長の娘（?-1552）
  - 男子：三条西実枝（1511-1579）
  - 男子：水無瀬兼成（1514-1602） - 水無瀬英兼の養子
  - 女子：中院通為室

孫に三条西公国、外孫に中院通勝、玄孫に春日局が、甥に九条稙通がいる。